# Borders of salt : Frontières de sel
Albums de Dan Ar Braz
Songs
(1990) Xavier Grall chanté par Dan Ar Braz
(1992)
Borders of Salt - Frontières de sel est le huitième album studio de Dan Ar Braz, paru en 1991 par Keltia Musique. 
Il dédie son album à sa région, la Bretagne et aux bretons.

## Conception
« The musical theme for 'Borders of Salt' is a traditional melody from Brittany. Borders of salt, the frontier between dreams and reality, the only one acceptable. Memories on land, dreams on the sand, hopes in the Islands... with our difference. Where I come from people are different, whatever others do or think. This being said, once and for all, let's talk, in our own way, about others, together. This entire album is dedicated to my country, Brittany, and its people. [...] I've seen Vancouver a few times - a wonderful place. I've seen the Olympic Mountains, land of the gods according to Indian beliefs. I understood that day what it means to lose your homeland.
 »
— Dan ar Braz, pochette en anglais

## Caractéristiques artistiques
Borders of SaltAir traditionnel breton, Ar Baz Valan, arrangé par Dan ar Braz, sur lequel il a ajouté des paroles. La chanson, qui donne son nom a l'album, marque l'attachement de Dan ar Braz à ses racines, à la culture celtique et aux rêves qui l'animent, notamment le fait de voir la Bretagne comme une île bordée par la mer à l'image de l'Irlande. Traitée de manière douce et mélodieuse (avec nappage de synthé et cornemuse fort à propos), elle est à l'image du genre et à rapprocher des ballades irlandaises. Elle devient célèbre par son interprétation avec l'Héritage des Celtes. Une version instrumentale conclut l'album, où l'on retrouve le thème de cornemuse sur un nouvel arrangement. À noter que la mélodie Ar Bazh Valan, traditionnelle, fut jouée par le Bagad Kemper en 1976. Champion de Bretagne 1ère catégorie cette année-là. Les arrangements pour la mélodie étaient signés Erwan Ropars et Patrick Corlay.
De la Lune à la LuneChanson dont les paroles sont écrites par l'artiste breton Melaine Favennec (tout comme Regarde Autour)
The Promise of the NightChant stimulant renforcé par la rythmique des accords et les motifs de guitare acoustique.
Ballad for Jenny et Few Words From YouChansons romantiques, pleines de sensibilité. Few Words From You permet d'entendre le son du píb uilleann (cornemuse irlandaise) de Patrick Molard.
Native SonReprise épurée (mais avec toujours claviers et guitare électrique) de la chanson de l'artiste canadien Bryan Adams (album Into the Fire) : « I'd like to thank Brian Adams and Jim Vallance for allowing me to express my feelings through their beautiful song. » Dan Ar Braz y rajoute des chœurs, façon chant monophonique, de natifs américains sur le final.
Distress Is on Its WayChanson plus triste que les autres, évoquant la détresse d'un homme.
Regarde autourLa chanson, à nouveau écrite par Melaine Favennec, propose un ton musical plutôt optimiste.
Stand Up BecassineChanson contestataire de l'image donnée par une culture impérialiste à l'encontre d'un peuple minoritaire, à savoir la représentation des bretonnes à travers la servante Bécassine : « According to the French dictionary, Becassine was: "A comic strip heroine at the beginning of this century. She was a servant from Brittany, naïve but devoted, not very clever but ever so optimistic (!)". Because of the unemployment in Brittany, many women had to leave for Paris at that time to get a job. I guess they were ail Becassines in the eyes of the French. This song is for the women of Brittany. »

## Fiche technique

### Liste des titres
| No  | Titre                          | Durée |
| --- | ------------------------------ | ----- |
| 1.  | Borders of Salt                | 4:26  |
| 2.  | De la lune à la lune           | 4:00  |
| 3.  | The Promise of the Night       | 5:01  |
| 4.  | Ballad for Jenny               | 2:51  |
| 5.  | Few Words From You             | 5:16  |
| 6.  | Native Son                     | 6:06  |
| 7.  | Distress Is on Its Way         | 5:22  |
| 8.  | Regarde autour                 | 3:13  |
| 9.  | Stand Up Becassine             | 5:41  |
| 10. | Borders of Salt (Instrumental) | 5:03  |

### Crédits
- Paroles et musique Dan Ar Braz, sauf paroles (2, 8) Mélaine Favennec (6) Jim Vallance (7) Jane Cassidy - Dan Ar Braz et musique (6) Brian Adams
- Production : Dan Ar Braz

#### Musiciens
- Dan Ar Braz : voix, guitares acoustiques et électriques, chœurs
- Maartin Allcock : claviers, basse
- Patrig Molard : cornemuse, uilleann pipes

#### Techniciens
- Enregistrements : Tim Matyear aux studios Woodworm à Barford St Michael dans l'Oxfordshire (Angleterre), du 5 au 16 mai 1991.
- Photos : John Woodward
- Design : Pol Le Meur (Keltia)